# Mika Sugimoto
Mika Sugimoto (n. 27 august 1984, Itami, Japonia) este o sportivă ce a reprezentat Japonia, medaliată olimpică. A participat la o ediție a Jocurilor Olimpice (2012) în care a câștigat o medalie de argint.